# Deutscher Chorverband
Der Deutsche Chorverband (DCV) wurde am 28. Februar 2005 als Zusammenschluss der Verbände Deutscher Sängerbund und Deutscher Allgemeiner Sängerbund gegründet. Er vereinigt 700.000 singende und fördernde Mitglieder in etwa 13.000 Chören sowie an Chören angeschlossene Instrumental- und Tanzgruppen in Deutschland und im Ausland und ist damit der weltgrößte Laienchorverband.

## Geschichte
Nachdem der Deutsche Sängerbund (DSB) und der Deutsche Allgemeine Sängerbund (DAS) auf ihren Sängertagen am 26. und 27. Februar 2005 ihre Verschmelzung beschlossen hatten, folgte die Gründung des neuen Verbandes am 28. Februar. Auf der konstituierenden Verbandsversammlung am 7. Mai in Magdeburg wurde Henning Scherf, damals Bremer Bürgermeister, als neuer Präsident gewählt.
Seit 1995 gibt es die Deutsche Chorjugend, die eigenständige Jugendorganisation im Deutschen Chorverband. Die große Anzahl an Mitgliedsverbänden, die in der Mehrzahl Landesverbände sind, hängt mit der 2005 durchgeführten Vereinigung von Deutschem Sängerbund und Deutschem Allgemeinem Sängerbund zusammen, wobei die einzelnen Mitgliederverbände bestehen blieben. Insbesondere existieren seither viele Landesverbände nebeneinander, die für gleiche Gebiete zuständig sind, wie z. B. Hessischer Chorverband und Hessischer Sängerbund.
Am 24. Februar 2018 wurde Christian Wulff zum Präsidenten des Deutschen Chorverbandes DCV gewählt; er trat die Nachfolge von Henning Scherf an. Bei der Mitgliederversammlung in Braunschweig am 5. November 2022 wurde Wulff einstimmig für weitere vier Jahre an die Spitze des Verbandes gewählt.

## Deutsches Chorfest
Seit 2008 wird vom Verband alle vier Jahre das mehrtägige nationale Deutsche Chorfest in wechselnden Großstädten veranstaltet. Das Motto ist jeweils der Stadtname in Verbindung mit „ist ganz Chor“.
Erstmals fand das Chorfest vom 22. bis zum 25. Mai 2008 in Bremen mit mehr als 200 deutschen und internationalen Chören aller Genres sowie mehr als 7.000 Mitwirkenden statt. Neben einem Chorwettbewerb wurden u. a. eine Nacht der Chöre, 400 Konzerte mit den anwesenden Chören sowie ein Mitsingkonzert, an dem Bundespräsident Horst Köhler teilnahm, durchgeführt.
Das Chorfest 2012 fand vom 7. bis zum 10. Juni 2012 in Frankfurt am Main statt. Es trafen sich nach Angaben des Deutschen Chorverbands fast 500 Chöre mit über 20.000 Sängerinnen und Sängern.  Als Höhepunkt der Eröffnungsfeier galt die Teilnahme der A-cappella-Band Wise Guys. Dem Beispiel von 2008 folgend, gab es wieder einen internationalen Chorwettbewerb, der im Mittelpunkt der Veranstaltung stand. Auch eine Nacht der Chöre sowie ein Mitsingkonzert fanden statt. Um das soziale Engagement zu fördern, wurden 2012 die teilnehmenden Chöre ermuntert, in sozialen Einrichtungen zu singen.
Vom 26. bis 29. Mai 2016 fand in Stuttgart das Deutsche Chorfest zum dritten Mal statt. Es traten über 400 Ensembles mit mehr als 15.000 Sängerinnen und Sängern auf. Bei der Auftaktveranstaltung trat die A-cappella-Band Füenf auf.
Das für Frühjahr 2020 geplante Chorfest in Leipzig wurde aufgrund der COVID-19-Pandemie abgesagt und um zwei Jahre verschoben. Es fand vom 26. bis zum 29. Mai 2022 statt. In der Musikstadt Leipzig trafen sich an diesen vier Tagen 350 Chöre mit rund 9.500 Sängerinnen und Sängern und setzten in 539 Konzerten ein Zeichen für den kulturellen Neustart. 
Das fünfte Deutsche Chorfest fand vom 29. Mai bis 1. Juni 2025 in Nürnberg statt. Bei 628 Konzerten traten hierbei 427 Chöre sowie 14.000 Sängerinnen und Sänger auf. Insgesamt wurde die viertägige Veranstaltung von etwa 115.000 Personen besucht.
2029 soll das nächste Chorfest in Dortmund stattfinden.

## Branchentreff chor.com
Seit dem Jahr 2011 veranstaltet der Verband zweijährlich den Branchentreff chor.com. Neben einer Fachmesse zum Thema Chor werden Workshops für Chorleiter und Konzerte angeboten. Bis 2017 wurde die Veranstaltung im Kongresszentrum Westfalenhallen und anderen Veranstaltungsorten in Dortmund ausgerichtet.
Vom 12. bis zum 15. September 2019 fand die Veranstaltung erstmals in der UNESCO City of Music Hannover statt. Die sechste chor.com vom 23. bis 26. September 2021 und die siebte chor.com vom 26. bis 29. September 2024 fanden ebenfalls in Hannover statt.

## Gütesiegel

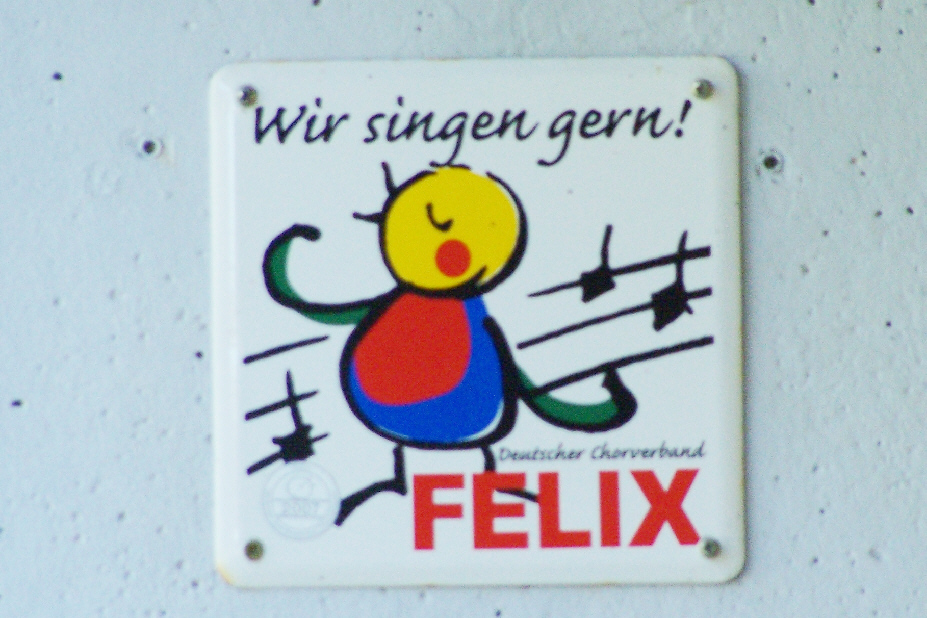
Die Plakette „FELIX“

Der Verband verlieh das Gütesiegel „FELIX“ als Auszeichnung an Kindertagesstätten, vor allem Kindergärten, in denen Kinder viel musizieren und singen. 2012 wurde das Konzept als Die Carusos neu aufgestellt. Mit der Initiative setzt sich der DCV dafür ein, das Singen im Kinderalltag fest zu etablieren.